# Homosexualität in El Salvador

Geografische Lage von El Salvador

Homosexualität wird in El Salvador gesellschaftlich in zunehmendem Maße anerkannt.

## Legalität
Homosexuelle Handlungen sind in El Salvador legal. Das Schutzalter liegt einheitlich bei 18 Jahren. Ein Antidiskriminierungsgesetz zum Schutz der sexuellen Orientierung besteht auf nationaler Ebene. 

## Anerkennung gleichgeschlechtlicher Paare
Es gibt weder eine Anerkennung von gleichgeschlechtlichen Ehen noch sind Eingetragene Partnerschaften erlaubt. Parlamentarische Gesetzentwürfe ein verfassungsrechtliches Verbot der gleichgeschlechtlichen Ehe zu verankern, scheiterten in den letzten Jahren am Abstimmungsverhalten der größten Oppositionspartei FMLN.

## Gesellschaftliche Situation
Eine LGBT-Gemeinschaft gibt es nur in kleinem Umfang in der Hauptstadt San Salvador. LGBT-Organisationen und -Aktivisten wie William Hernandez setzen sich für die Rechte homosexueller Menschen in El Salvador ein.